# Trichobranchus roseus
Trichobranchus roseus är en ringmaskart som först beskrevs av Malm 1874. Enligt Catalogue of Life ingår Trichobranchus roseus i släktet Trichobranchus och familjen Trichobranchidae, men enligt Dyntaxa är tillhörigheten istället släktet Trichobranchus och familjen Terebellidae. Arten är reproducerande i Sverige. Inga underarter finns listade i Catalogue of Life.